# Rhynchanthera hassleriana
Rhynchanthera hassleriana là một loài thực vật có hoa trong họ Mua. Loài này được Kraenzl. miêu tả khoa học đầu tiên năm 1931.